# Vanuatu aux Jeux olympiques d'été de 1988
Vanuatu participe aux Jeux olympiques d'été de 1988 à Séoul en Corée du Sud. Il s'agit de sa 1re participation à des Jeux d'été. 

## Athlétisme
Hommes
- 400m : Patis Firiam
- 100 et 200m : Jerry Jeremiah

## Boxe
- James Iahuat
- Issac Iapatu
- Edouard Paululum